# لئوپولد لوفر

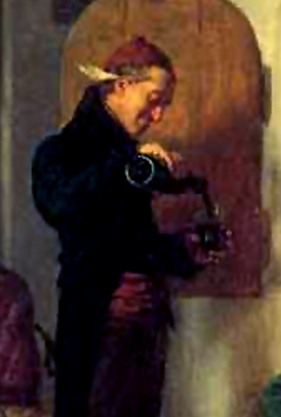
نقاشی لئوپولد لوفر از خودش در حال پر کردن جام شراب و در حالی که یک قلم پرِمانند پشت گوش خود گذاشته است.

لئوپولد لوفر (زاده ۲۷ اکتبر ۱۸۲۷ و درگذشته ۶ فوریه ۱۸۹۸) نقاش واقع‌گرای لهستانی بود. فعالیت لئوپولد لوفر در نیمه دوم سده نوزدهم میلادی که اواخر دوره رومانتیسم در لهستان بود، خلاصه می‌گردد. وی در این دوره نقاشی محبوب محسوب می‌شد. بازآفرینی نقاشی‌های لیتوگرافیک این نگارگر به صورت گسترده‌ای در میان اعضاء جامعه هنرمند ورشو و کراکوف مورد استقبال قرار گرفت و تاثیر به سزایی در هنر آن دوره گزارد. آثار او بارها در مجلات ماهیانه چاپ می‌شد.